# Natalja Michailowna Terentjewa
Natalja Michailowna Terentjewa, geborene Neprjajewa (russisch Наталья Михайловна Терентьева (Непряева); * 6. September 1995 in Twer) ist eine russische Skilangläuferin.

## Werdegang
Terentjwa startete zu Beginn der Saison 2011/12 erstmals im Eastern-Europe-Cup in Krasnogorsk und belegte dabei den 47. und den 28. Platz im Sprint und den 44. Platz über 10 km klassisch. Bei den Nordischen Junioren-Skiweltmeisterschaften 2013 in Liberec holte sie die Silbermedaille mit der Staffel. Im Februar 2013 gewann sie beim Europäischen Olympischen Winter-Jugendfestival in Brașov Bronze über 5 km klassisch, Silber im Sprint und Gold mit der Mixed-Staffel. Im folgenden Monat wurde sie russische Juniorenmeisterin über 10 km klassisch. Bei den Nordischen Junioren-Skiweltmeisterschaften 2014 im Fleimstal gewann sie Silber mit der Staffel und Gold über 5 km klassisch. Ihr erstes Weltcuprennen lief sie Anfang März 2014 in Lahti und belegte dabei den 72. Platz im Sprint und den 53. Rang über 10 km Freistil. Zwei Wochen später wurde sie russische Juniorenmeisterin im Skiathlon. Bei den Nordischen Junioren-Skiweltmeisterschaften 2015 in Almaty gewann sie über 5 km Freistil und im Sprint jeweils die Bronzemedaille und mit der Staffel die Silbermedaille. Zu Beginn der Saison 2015/16 errang sie den 46. Platz bei der Nordic Opening in Kuusamo. Im weiteren Saisonverlauf holte sie mit dem 28. Platz im 30-km-Massenstartrennen in Oslo ihre ersten Weltcuppunkte und belegte den 29. Platz bei der Ski Tour Canada. Nach Platz 37 bei der Weltcup-Minitour in Lillehammer zu Beginn der Saison 2016/17, errang sie im Eastern-Europe-Cup vier Podestplatzierungen. Dabei holte sie Sprint in Syktywkar ihren ersten Sieg im Eastern-Europe-Cup und belegte zum Saisonende den sechsten Platz in der Gesamtwertung. Anfang April 2017 wurde sie bei den russischen Meisterschaften in Chanty-Mansijsk Zweite im 30-km-Massenstartrennen. Zu Beginn der Saison 2017/18 errang sie den achten Platz beim Ruka Triple und den 11. Platz bei der Tour de Ski 2017/18. Bei den U23-Weltmeisterschaften 2018 in Goms gewann sie die Bronzemedaille im Sprint und die Silbermedaille im Skiathlon. Beim Saisonhöhepunkt, den Olympischen Winterspielen 2018 in Pyeongchang, holte sie die Bronzemedaille mit der Staffel. Zum Saisonende erreichte sie in Lahti mit dem zweiten Platz über 10 km klassisch ihre erste Podestplatzierung im Weltcup und belegte abschließend den 14. Platz im Sprintweltcup, jeweils den 13. Rang im Gesamtweltcup und Distanzweltcup und den ersten Platz im U23-Weltcup. Ende März 2018 wurde sie in Syktywkar russische Meisterin über 10 km klassisch und im Sprint.
Nach Platz acht bei der Lillehammer Tour zu Beginn der Saison 2018/19, errang Terentjewa bei der Tour de Ski 2018/19 mit drei zweiten und einen ersten Platz, den zweiten Platz in der Tourwertung. Beim Weltcup in Otepää wurde sie Zweite im Sprint und in Cogne Dritte über 10 km klassisch. Bei den Nordischen Skiweltmeisterschaften 2019 in Seefeld in Tirol holte sie im Skiathlon und mit der Staffel jeweils die Bronzemedaille. Im März 2019 lief sie in Oslo auf den zweiten Platz im 30-km-Massenstartrennen und in Drammen auf den dritten Platz im Sprint. Beim Weltcupfinale in Québec errang sie den 12. Platz und erreichte abschließend den fünften Platz im Sprintweltcup, den dritten Rang im Distanzweltcup und den zweiten Platz im Gesamtweltcup. Bei den Rollerski-Weltmeisterschaften 2019 in Madona holte sie über 10 km klassisch die Goldmedaille. Zu Beginn der folgenden Saison errang sie den 18. Platz beim Ruka Triple und den zweiten Platz bei der Tour de Ski 2019/20. Es folgten zweite Plätze in Nové Město über 10 km Freistil und in der Verfolgung, in Falun im Sprint und holte im Sprint in Oberstdorf ihren zweiten Weltcupsieg. Die Saison beendete sie jeweils auf dem vierten Platz im Distanzweltcup und Sprintweltcup und auf dem dritten Rang im Gesamtweltcup.
Nach Platz zehn beim Ruka Triple zu Beginn der Saison 2020/21, wurde Terentjewa in Davos Dritte im Sprint und in Dresden Zweite im Teamsprint. Bei der Tour de Ski 2021, die sie auf dem siebten Platz beendete, holte sie im Val di Fiemme im 10-km-Massenstartrennen ihren dritten Weltcupsieg. Beim Saisonhöhepunkt, den Nordischen Skiweltmeisterschaften in Oberstdorf, gewann sie die Silbermedaille mit der Staffel. Zum Saisonende lief sie im Engadin auf den 25. Platz im 10-km-Massenstartrennen und auf den 39. Rang in der Verfolgung und erreichte abschließend den zehnten Platz im Distanzweltcup und jeweils den sechsten Rang im Gesamtweltcup und Sprintweltcup. Ende März 2021 wurde sie in Tjumen russische Meisterin im Sprint. Im Sommer 2021 errang sie mit zwei ersten und drei zweiten Plätzen, den vierten Platz in der Gesamtwertung des Rollerski-Weltcups. Bei den Rollerski-Weltmeisterschaften 2021 im Val di Fiemme gewann sie im 13-km-Massenstartrennen und über 10 km Freistil jeweils die Silbermedaille und im Teamsprint die Goldmedaille.
Zu Beginn der Saison 2021/22 siegte sie in Lillehammer mit der Staffel und kam in den Einzelrennen dreimal unter die ersten Zehn. Bei der Tour de Ski 2021/22 holte sie mit zwei Siegen und einen dritten Platz den Gesamtsieg. Beim Saisonhöhepunkt, den Olympischen Winterspielen 2022 in Peking, gewann sie die Bronzemedaille im Teamsprint, die Silbermedaille im Skiathlon und die Goldmedaille mit der Staffel. In Lahti errang sie zum Saisonende über 10 km klassisch den zweiten Platz und gewann vorzeitig den Gesamtweltcup. An den letzten drei Weltcupstation der Saison durfte nach dem Ausschluss der russischen Athleten durch die FIS, aufgrund des russischen Überfalls auf die Ukraine, nicht teilnehmen und startete daraufhin beim Demino Ski Marathon, den sie gewann. Bei den russischen Meisterschaften 2022 siegte sie im Sprint, Skiathlon, über 10 km klassisch und im 30-km-Massenstartrennen.
Im August 2023 heiratete sie den russischen Skilangläufer Alexander Terentjew.

## Erfolge

### Siege bei Weltcuprennen

#### Weltcupsiege im Einzel
| Nr. | Datum           | Ort         | Disziplin               |
| --- | --------------- | ----------- | ----------------------- |
| 1.  | 26. Januar 2020 | Oberstdorf  | 1,5 km Sprint klassisch |
| 2.  | 4. Januar 2022  | Tour de Ski | Gesamtwertung           |

#### Etappensiege bei Weltcuprennen
| Nr. | Datum             | Ort           | Disziplin                      | Rennen              |
| --- | ----------------- | ------------- | ------------------------------ | ------------------- |
| 1.  | 30. Dezember 2018 | Toblach       | 10 km Freistil Individualstart | Tour de Ski 2018/19 |
| 2.  | 8. Januar 2021    | Val di Fiemme | 10 km klassisch Massenstart    | Tour de Ski 2021    |
| 3.  | 1. Januar 2022    | Oberstdorf    | 1,2 km Sprint klassisch        | Tour de Ski 2021/22 |
| 4.  | 3. Januar 2022    | Val di Fiemme | 10 km klassisch Massenstart    | Tour de Ski 2021/22 |

#### Weltcupsiege im Team
| Nr. | Datum            | Ort         | Disziplin          |
| --- | ---------------- | ----------- | ------------------ |
| 1.  | 5. Dezember 2021 | Lillehammer | 4 × 5 km Staffel 1 |

### Siege bei Continental-Cup-Rennen
| Nr. | Datum            | Ort       | Disziplin       | Serie              |
| --- | ---------------- | --------- | --------------- | ------------------ |
| 1.  | 26. Februar 2017 | Syktywkar | Sprint Freistil | Eastern Europe Cup |

### Siege im Rollerski-Weltcup
| Nr. | Datum           | Ort    | Disziplin       |
| --- | --------------- | ------ | --------------- |
| 1.  | 8. August 2019  | Madona | 10 km klassisch |
| 2.  | 20. August 2021 | Otepää | Sprint Freistil |
| 3.  | 22. August 2021 | Otepää | 10 km klassisch |

### Teilnahmen an Weltmeisterschaften und Olympischen Winterspielen

#### Olympische Spiele
| Jahr und Ort     | Wettbewerb | Wettbewerb | Wettbewerb | Wettbewerb | Wettbewerb | Wettbewerb |
| Jahr und Ort     | 10 km      | Skiathlon  | 30 km      | Sprint     | Staffel    | Teamsprint |
| ---------------- | ---------- | ---------- | ---------- | ---------- | ---------- | ---------- |
| Pyeongchang 2018 | –          | 8.         | 24.        | 4.         | 3.         | 9.         |
| Peking 2022      | 4.         | 2.         | DNF        | 14.        | 1.         | 3.         |

#### Nordische Skiweltmeisterschaften
| Jahr und Ort    | Wettbewerb | Wettbewerb | Wettbewerb | Wettbewerb | Wettbewerb | Wettbewerb |
| Jahr und Ort    | 10 km      | Skiathlon  | 30 km      | Sprint     | Staffel    | Teamsprint |
| --------------- | ---------- | ---------- | ---------- | ---------- | ---------- | ---------- |
| Seefeld 2019    | 7.         | 3.         | –          | 9.         | 3.         | 4.         |
| Oberstdorf 2021 | 12.        | 16.        | –          | 22.        | 2.         | 4.         |

## Platzierungen im Weltcup

### Weltcup-Statistik
Die Tabelle zeigt die erreichten Platzierungen im Einzelnen.
- 1.–3. Platz: Anzahl der Podiumsplatzierungen
- Top 10: Anzahl der Platzierungen unter den ersten zehn
- Punkteränge: Anzahl der Platzierungen innerhalb der Punkteränge
- Starts: Anzahl gelaufener Rennen in der jeweiligen Disziplin
- Hinweis: Bei den Distanzrennen erfolgt die Einordnung gemäß FIS.

| Platzierung               | Distanzrennen a | Distanzrennen a | Distanzrennen a | Distanzrennen a | Distanzrennen a | Skiathlon Verfolgung | Sprint | Etappen- rennen b | Gesamt | Team   | Team    |
| Platzierung               | ≤ 5 km          | ≤ 10 km         | ≤ 15 km         | ≤ 30 km         | > 30 km         | Skiathlon Verfolgung | Sprint | Etappen- rennen b | Gesamt | Sprint | Staffel |
| ------------------------- | --------------- | --------------- | --------------- | --------------- | --------------- | -------------------- | ------ | ----------------- | ------ | ------ | ------- |
| 1. Platz                  |                 | 3               |                 |                 |                 |                      | 2      | 1                 | 6      |        | 1       |
| 2. Platz                  |                 | 5               |                 | 1               |                 | 2                    | 2      | 2                 | 12     | 1      |         |
| 3. Platz                  |                 | 4               |                 |                 |                 |                      | 3      |                   | 7      |        |         |
| Top 10                    |                 | 29              | 1               | 2               |                 | 9                    | 23     | 7                 | 71     | 2      | 7       |
| Punkteränge               |                 | 42              | 1               | 3               |                 | 21                   | 36     | 11                | 114    | 3      | 9       |
| Starts                    | 3               | 51              | 2               | 3               |                 | 27                   | 52     | 13                | 151    | 3      | 9       |
| Stand: Saisonende 2021/22 |                 |                 |                 |                 |                 |                      |        |                   |        |        |         |

### Weltcup-Gesamtplatzierungen
| Saison  | Gesamt | Gesamt | Distanz | Distanz | Sprint | Sprint |
| Saison  | Punkte | Platz  | Punkte  | Platz   | Punkte | Platz  |
| ------- | ------ | ------ | ------- | ------- | ------ | ------ |
| 2015/16 | 31     | 68.    | 13      | 61.     | 10     | 56.    |
| 2016/17 | 29     | 78.    | 11      | 75.     | 18     | 58.    |
| 2017/18 | 614    | 13.    | 294     | 13.     | 160    | 14.    |
| 2018/19 | 1431   | 2.     | 692     | 3.      | 311    | 5.     |
| 2019/20 | 1356   | 3.     | 652     | 4.      | 358    | 4.     |
| 2020/21 | 733    | 6.     | 323     | 10.     | 214    | 6.     |
| 2021/22 | 973    | 1.     | 365     | 8.      | 208    | 10.    |